# Audi TT-R
L'Abt Audi TT-R est une voiture de course du constructeur automobile allemand Audi qui a été conçue pour une utilisation exclusive en DTM. La TT-R a été fabriquée en quatre étapes de développement et a été développée en privé par Abt Sportsline pour la nouvelle édition du DTM entre 2000 et 2003. La TT-R a couru contre l'Opel Astra V8 Coupé et la Mercedes CLK AMG DTM. Elle a également participé à deux courses des 24 Heures du Nürburgring.

## Contexte
En 1999, Christian Abt a été le dernier champion de la Super Tourenwagen Cup (STW) avec une Audi A4 Quattro (B5). Après que l'équipe Abt Sportsline a repris les travaux d'Audi du STW de 1999 après leur retrait en faveur du prochain projet Le Mans, la société a décidé de se lancer également dans le DTM nouvelle édition. Le chef d'équipe, Hans-Jürgen Abt, a reçu de l’organisateur ITR l'autorisation de participer aux courses DTM le 31 janvier 2000.

## Développement
En 100 jours, à partir de février 2000, Abt-Sportsline développe la TT-R et fait construire par la société britannique Foss-Tech les quatre véhicules pour le championnat DTM 2000. Le moteur V8 est basé sur un moteur de série qui a été utilisé dans l'Audi A8 D2, entre autres, et adapté pour le DTM. Depuis le début du développement de la TT-R, les marques des futures concurrentes, Mercedes-Benz et Opel, ont déjà fait conduire leurs véhicules sur circuit pour des tests approfondis. La présentation du DTM a eu lieu le 11 mai 2000 à Berlin. L'écart de la première saison était important et les TT-R, pilotées par Christian Abt, James Thompson, Kris Nissen et Laurent Aïello, suivaient majoritairement le peloton.
Au total, six Abt-Audi TT-R ont été utilisées lors du championnat DTM 2003.

## Successeur
La successeur, l'Audi A4 DTM, a été présentée pour le championnat DTM 2004. À partir de cette saison, Audi a redémarré dans le DTM en tant qu'équipe d’usine, en étroite collaboration avec Abt Sportsline, a développé la nouvelle A4 DTM avec Abt et a concouru ici contre la Mercedes Classe C AMG DTM et également contre l'Opel Vectra GTS V8 au cours des deux premières années.

## Utilisation ultérieure
Après leur retrait du DTM, les Abt Audi TT-R ont participé à des courses d’endurance secondaires et ont couru en courses de côte.

## Résultats de course

### Résultats de 2000
Article principal : Championnat DTM 2000
En raison de l'infériorité de la TT-R, seuls six points ont été obtenus lors de la saison 2000. Laurent Aiello a terminé 16e au général. la meilleure place pour les premiers pilotes de l’Abt-Audi TT-R.

#### Classement des pilotes
| Place | Pilote                     | HO1 Allemagne | HO1 Allemagne | OS1 Allemagne | OS1 Allemagne | NOR Allemagne | NOR Allemagne | SAC Allemagne | SAC Allemagne | NÜ1 Allemagne | NÜ1 Allemagne | LAU Allemagne | LAU Allemagne | OS2 Allemagne | OS2 Allemagne | NÜ2 Allemagne | NÜ2 Allemagne | HO2 Allemagne | HO2 Allemagne | Points |
| ----- | -------------------------- | ------------- | ------------- | ------------- | ------------- | ------------- | ------------- | ------------- | ------------- | ------------- | ------------- | ------------- | ------------- | ------------- | ------------- | ------------- | ------------- | ------------- | ------------- | ------ |
| 16    | France Laurent Aïello      | 15            | NPC           |               |               | NPF           | NPC           | 12            | 14            | 11            | 14            | A             | A             | 5             | 11            | 9             | 7             | NPF           | NPC           | 14     |
| 18    | Royaume-Uni James Thompson |               |               | 17            | NPC           |               |               |               |               | 12            | 16            | A             | A             | 9             | NPF           | 15            | NPF           | 13            | 9             | 4      |
| 19    | Allemagne Christian Abt    | NPF           | NPF           |               |               | NPF           | NPC           | NPF           | NPC           | 18            | 18            | A             | A             | 10            | NPF           | 19            | 14            | NPF           | NPF           | 1      |
| –     | Danemark Kris Nissen       | 16            | NPF           | 16            | 13            | NPF           | 14            | 11            | 15            | NPF           | NPF           | A             | A             | 11            | NPF           | 16            | 15            | 14            | NPF           | 0      |
| –     | Allemagne Roland Asch      |               |               | 15            | NPF           |               |               |               |               |               |               |               |               |               |               |               |               |               |               | 0      |

#### Score de l’équipe
| Place | Équipe                          | HO1 Allemagne | HO1 Allemagne | OS1 Allemagne | OS1 Allemagne | NOR Allemagne | NOR Allemagne | SAC Allemagne | SAC Allemagne | NÜ1 Allemagne | NÜ1 Allemagne | LAU Allemagne | LAU Allemagne | OS2 Allemagne | OS2 Allemagne | NÜ2 Allemagne | NÜ2 Allemagne | HO2 Allemagne | HO2 Allemagne | Points |
| ----- | ------------------------------- | ------------- | ------------- | ------------- | ------------- | ------------- | ------------- | ------------- | ------------- | ------------- | ------------- | ------------- | ------------- | ------------- | ------------- | ------------- | ------------- | ------------- | ------------- | ------ |
| 09    | Allemagne Team Abt Sportsline 1 | 0             | 0             | 0             | 0             | 0             | 0             | 0             | 0             | 0             | A             | A             | 9             | 0             | 2             | 4             | 0             | 0             | 0             | 15     |
| 11    | Allemagne Team Abt Sportsline 2 | 0             | 0             | 0             | 0             | 0             | 0             | 0             | 0             | 0             | A             | A             | 2             | 0             | 0             | 0             | 0             | 0             | 2             | 4      |

### Resultats de 2001
Article principal : Championnat DTM 2001
Lors de la deuxième saison, la voiture a été utilisée, deux pilotes ont respectivement remporté quatre et une course.

#### Classement des pilotes
| Place | Pilote                   | HOC1 Allemagne | HOC1 Allemagne | NÜR1 Allemagne | NÜR1 Allemagne | OSC Allemagne | OSC Allemagne | SAC Allemagne | SAC Allemagne | NOR Allemagne | NOR Allemagne | LAU Allemagne | LAU Allemagne | NÜR2 Allemagne | NÜR2 Allemagne | A1R Autriche | A1R Autriche | ZAN Pays-Bas | ZAN Pays-Bas | HOC2 Allemagne | HOC2 Allemagne | Points |
| ----- | ------------------------ | -------------- | -------------- | -------------- | -------------- | ------------- | ------------- | ------------- | ------------- | ------------- | ------------- | ------------- | ------------- | -------------- | -------------- | ------------ | ------------ | ------------ | ------------ | -------------- | -------------- | ------ |
| 05    | France Laurent Aïello    | 8              | 7              | 1              | 1              | 2             | 5             |               |               | 10            | 12            | 6             | 12            | 1              | 1              | 4            | 2            | 5            | NPF          | NPF            | NPC            | 75     |
| 08    | Suède Mattias Ekström    | 17             | NPC            | 10             | 9              | 6             | 7             | 2             | 5             | 11            | 9             | NPF           | 3             | 6              | 14             | NPF          | 11           | 2            | NPF          | 6              | 6              | 38     |
| 10    | Allemagne Christian Abt  | 10             | 10             | NC             | DNF            | 8             | 6             | 3             | 9             | 5             | 17            | 5             | 18            | 3              | DSQ            | 18           | NPC          | 1            | 2            | 8              | 11             | 29     |
| 13    | Allemagne Martin Tomczyk | 20             | NPF            | 2              | 4              | 10            | 20*           | 21*           | 7             | 16            | 10            | NPF           | 6             | 9              | NPF            | 6            | NPF          | 16           | NPF          | NPF            | 16             | 23     |
| 23    | Danemark Kris Nissen     |                |                |                |                |               |               | 19            | NPF           |               |               |               |               |                |                |              |              |              |              |                |                | 0      |

#### Score de la marque
| Place | Constructeur   | HOC1 Allemagne | HOC1 Allemagne | NÜR1 Allemagne | NÜR1 Allemagne | OSC Allemagne | OSC Allemagne | SAC Allemagne | SAC Allemagne | NOR Allemagne | NOR Allemagne | LAU Allemagne | LAU Allemagne | NÜR2 Allemagne | NÜR2 Allemagne | A1R Autriche | A1R Autriche | ZAN Pays-Bas | ZAN Pays-Bas | HOC2 Allemagne | HOC2 Allemagne | Points |
| ----- | -------------- | -------------- | -------------- | -------------- | -------------- | ------------- | ------------- | ------------- | ------------- | ------------- | ------------- | ------------- | ------------- | -------------- | -------------- | ------------ | ------------ | ------------ | ------------ | -------------- | -------------- | ------ |
| 2     | Allemagne Audi | 0              | 5              | 5              | 32             | 2             | 18            | 3             | 14            | 0             | 3             | 0             | 18            | 4              | 20             | 0            | 15           | 5            | 15           | 0              | 6              | 165    |

#### Score de l’équipe
| Place | Équipe                               | HOC1 Allemagne | HOC1 Allemagne | NÜR1 Allemagne | NÜR1 Allemagne | OSC Allemagne | OSC Allemagne | SAC Allemagne | SAC Allemagne | NOR Allemagne | NOR Allemagne | LAU Allemagne | LAU Allemagne | NÜR2 Allemagne | NÜR2 Allemagne | A1R Autriche | A1R Autriche | ZAN Pays-Bas | ZAN Pays-Bas | HOC2 Allemagne | HOC2 Allemagne | Points |
| ----- | ------------------------------------ | -------------- | -------------- | -------------- | -------------- | ------------- | ------------- | ------------- | ------------- | ------------- | ------------- | ------------- | ------------- | -------------- | -------------- | ------------ | ------------ | ------------ | ------------ | -------------- | -------------- | ------ |
| 4     | Allemagne Team Abt Sportsline        | 0              | 5              | 3              | 20             | 2             | 14            | 1             | 2             | 0             | 0             | 0             | 0             | 4              | 20             | 0            | 15           | 3            | 15           | 0              | 0              | 104    |
| 6     | Allemagne Team Abt Sportsline Junior | 0              | 0              | 2              | 12             | 0             | 4             | 2             | 12            | 0             | 3             | 0             | 18            | 0              | 0              | 0            | 0            | 2            | 0            | 0              | 6              | 61     |

### Résultats de 2002
Article principal : Championnat DTM 2002
Lors de la saison 2002, Laurent Aïello remporte le titre de champion au classement des pilotes. Au total, 12 victoires en course ont été remportées avec l'Abt-Audi TT-R au cours de la saison.

#### Classement des pilotes
| Place | Pilote                   | HOC1 Allemagne | HOC1 Allemagne | ZOL Belgique | ZOL Belgique | DON Royaume-Uni | DON Royaume-Uni | SAC Allemagne | SAC Allemagne | NOR Allemagne | NOR Allemagne | LAU Allemagne | LAU Allemagne | NÜR Allemagne | NÜR Allemagne | A1R Autriche | A1R Autriche | ZAN Pays-Bas | ZAN Pays-Bas | HOC2 Allemagne | HOC2 Allemagne | Points |
| ----- | ------------------------ | -------------- | -------------- | ------------ | ------------ | --------------- | --------------- | ------------- | ------------- | ------------- | ------------- | ------------- | ------------- | ------------- | ------------- | ------------ | ------------ | ------------ | ------------ | -------------- | -------------- | ------ |
| 01    | France Laurent Aïello    | 2              | 1              | 1            | 1            | 18              | DSQ             | 1             | 1             | 4             | 1             | 1             | 4             | 2             | 2             | 3            | 5            | DSQ          | 6            | 1              | 6              | 70     |
| 03    | Suède Mattias Ekström    | 3              | 2              | 2            | 4            | 9               | 3               | 14            | 7             | 1             | 3             | 4             | 2             | 16            | 10            | 1            | 11           | 3            | 1            | 3              | 2              | 50     |
| 07    | Allemagne Christian Abt  | 4              | 7              | 5            | 2            | 12              | 2               | 8             | 16*           | DSQ           | NPC           | 3             | 7             | 5             | 9             | 12           | 9            | 2            | 7            | 5              | 13             | 15     |
| 09    | Allemagne Martin Tomczyk | 1              | NPF            | 21*          | NPF          | 2               | NPF             | 4             | NPF           | NPC           | NPC           | 5             | 9             | 10            | 5             | 6            | NPF          | 11           | 18           | NPF            | NPF            | 7      |
| 13    | Autriche Karl Wendlinger | 10             | 6              | 12           | 18           | 7               | 5               | 21*           | NPC           | NPF           | 12            | 10            | NPF           | 6             | 12            | 13           | 16           | 9            | 19           | 4              | NPF            | 3      |

#### Score de la marque
| Place | Constructeur   | HOC1 Allemagne | HOC1 Allemagne | ZOL Belgique | ZOL Belgique | DON Royaume-Uni | DON Royaume-Uni | SAC Allemagne | SAC Allemagne | NOR Allemagne | NOR Allemagne | LAU Allemagne | LAU Allemagne | NÜR Allemagne | NÜR Allemagne | A1R Autriche | A1R Autriche | ZAN Pays-Bas | ZAN Pays-Bas | HOC2 Allemagne | HOC2 Allemagne | Points |
| ----- | -------------- | -------------- | -------------- | ------------ | ------------ | --------------- | --------------- | ------------- | ------------- | ------------- | ------------- | ------------- | ------------- | ------------- | ------------- | ------------ | ------------ | ------------ | ------------ | -------------- | -------------- | ------ |
| 2     | Allemagne Audi | 6              | 17             | 5            | 19           | 2               | 12              | 3             | 10            | 3             | 14            | 4             | 9             | 2             | 8             | 4            | 2            | 3            | 11           | 4              | 7              | 145    |

#### Score de l’équipe
| Place | Équipe                               | HOC1 Allemagne | HOC1 Allemagne | ZOL Belgique | ZOL Belgique | DON Royaume-Uni | DON Royaume-Uni | SAC Allemagne | SAC Allemagne | NOR Allemagne | NOR Allemagne | LAU Allemagne | LAU Allemagne | NÜR Allemagne | NÜR Allemagne | A1R Autriche | A1R Autriche | ZAN Pays-Bas | ZAN Pays-Bas | HOC2 Allemagne | HOC2 Allemagne | Points |
| ----- | ------------------------------------ | -------------- | -------------- | ------------ | ------------ | --------------- | --------------- | ------------- | ------------- | ------------- | ------------- | ------------- | ------------- | ------------- | ------------- | ------------ | ------------ | ------------ | ------------ | -------------- | -------------- | ------ |
| 2     | Allemagne Team Abt Sportsline        | 2              | 10             | 3            | 16           | 0               | 6               | 3             | 10            | 0             | 10            | 4             | 3             | 2             | 6             | 1            | 2            | 2            | 1            | 3              | 1              | 85     |
| 4     | Allemagne Team Abt                   | 1              | 7              | 2            | 3            | 0               | 6               | 0             | 0             | 3             | 4             | 0             | 6             | 0             | 0             | 3            | 0            | 1            | 10           | 1              | 6              | 53     |
| 7     | Allemagne Team Abt Sportsline Junior | 3              | 0              | 0            | 0            | 2               | 0               | 0             | 0             | 0             | 0             | 0             | 0             | 0             | 2             | 0            | 0            | 0            | 0            | 0              | 0              | 7      |

### Résultats de 2003
Article principal : Championnat DTM 2003
Lors de la dernière saison au cours de laquelle le véhicule a participé au DTM, une victoire en course a été remportée. La plupart des véhicules de nouvelle génération ont également participé, ainsi qu’un véhicule de l'année précédente qui a également été utilisé.

#### Classement des pilotes
| Place | Pilote                   | HOC1 Allemagne | ADR Italie | DON Royaume-Uni | SAC Allemagne | NOR Allemagne | LAU Allemagne | NÜR Allemagne | A1R Autriche | ZAN Pays-Bas | HOC2 Allemagne | Points |
| ----- | ------------------------ | -------------- | ---------- | --------------- | ------------- | ------------- | ------------- | ------------- | ------------ | ------------ | -------------- | ------ |
| 04    | Suède Mattias Ekström    | 8              | 2          | 7               | 3             | NPF           | 3             | 4             | 5            | 3            | 2              | 46     |
| 06    | France Laurent Aïello    | 3              | 3          | 3               | 8             | 6             | NPF           | 1             | 4            | 9            | 5              | 41     |
| 12    | Allemagne Christian Abt  | 20*            | DSQ        | 8               | 9             | 7             | NPF           | NPF           | NPF          | 11           | 9              | 3      |
| 15    | Allemagne Peter Terting  | NPF            | 13         | 14              | NPC           | 12            | 14            | 18*           | 13           | 14           | 8              | 1      |
| 15    | Allemagne Martin Tomczyk | 12             | NPF        | 18              | NPC           | NPF           | NPF           | NPF           | 8            | NPF          | 13             | 1      |
| 15    | Autriche Karl Wendlinger | 15             | 12         | 16              | 13            | 11            | 15            | 11            | 16           | 8            | 17             | 1      |

#### Score de la marque
| Place | Constructeur   | HOC1 Allemagne | ADR Italie | DON Royaume-Uni | SAC Allemagne | NOR Allemagne | LAU Allemagne | NÜR Allemagne | A1R Autriche | ZAN Pays-Bas | HOC2 Allemagne | Points |
| ----- | -------------- | -------------- | ---------- | --------------- | ------------- | ------------- | ------------- | ------------- | ------------ | ------------ | -------------- | ------ |
| 2     | Allemagne Audi | 7              | 14         | 9               | 7             | 5             | 6             | 15            | 10           | 7            | 13             | 93     |

#### Classement de l’équipe
| Place | Équipe                                    | HOC1 Allemagne | ADR Italie | DON Royaume-Uni | SAC Allemagne | NOR Allemagne | LAU Allemagne | NÜR Allemagne | A1R Autriche | ZAN Pays-Bas | HOC2 Allemagne | Points |
| ----- | ----------------------------------------- | -------------- | ---------- | --------------- | ------------- | ------------- | ------------- | ------------- | ------------ | ------------ | -------------- | ------ |
| 03    | Allemagne PlayStation 2 Red Bull Abt-Audi | 1              | 8          | 2               | 6             | 0             | 6             | 5             | 4            | 7            | 8              | 47     |
| 04    | Allemagne Hasseröder Abt-Audi             | 6              | 6          | 7               | 1             | 5             | 0             | 10            | 5            | 0            | 4              | 44     |
| 10    | Allemagne S line Audi Junior Team         | 0              | 0          | 0               | 0             | 0             | 0             | 0             | 1            | 0            | 1              | 2      |

### Course des 24 Heures du Nürburgring 2003
Deux Abt-Audi TT-R ont participé à la course des 24 Heures du Nürburgring en 2003. Elles ont terminé deuxième et trentième,.
| Place | Numéro | Pilote                                                                                             | Tours | Derrière les leaders aux tours | Temps de conduite |
| ----- | ------ | -------------------------------------------------------------------------------------------------- | ----- | ------------------------------ | ----------------- |
| 02    | 8      | Autriche Karl Wendlinger / Allemagne Christian Abt / Danemark Kris Nissen / Allemagne Marco Werner | 138   | 05                             | 24:03:19,703      |
| 30    | 7      | Allemagne Christian Abt / Allemagne Frank Biela / Suède Mattias Ekström / Autriche Karl Wendlinger | 121   | 22                             | 24:07:57,259      |

### Résultats de 2004
Encore une fois, deux Abt-Audi TT-R ont participée. Elles ont terminée 4ème et 8ème,.

#### Course des 24 Heures du Nürburgring 2004
| Place | Numéro | Pilote | Tours | Derrière les leaders aux tours | Temps de conduite |
| ----- | ------ | --- | ----- | ------------------------------ | ----------------- |
| 4     | 8      | Autriche Karl Wendlinger / Allemagne Christian Abt / Allemagne Patrick Huisman / Allemagne Frank Stippler | 140   | 03                             | 24:01:16,013      |
| 8     | 7      | Allemagne Christian Abt / Allemagne Patrick Huisman / Suède Mattias Ekström / Suède Fredrik Ekblom        | 131   | 12                             | 23:59:15,829      |